# ناصر اویسی
ناصر اویسی (زادهٔ ۱۳۱۳ تهران)، نقاش ایرانی و از فعالان مکتب سقاخانه است.
مشخصه آثار او زنان زیباروی برگرفته از خورشید خانوم ایرانی و اسب‌های نیرومند و در حال حرکت و رنگ‌های درخشان است.
او جوایز متعددی را از دوسالانه‌ها و نمایشگاه‌های بین‌المللی کسب کرده‌است. آثار او در موزه‌های آتن، بارسلونا، بلگراد، بروکسل، رم، تهران، مادرید، نیویورک، پاریس، لندن، زوریخ، برلین و چند شهر دیگر نگهداری می‌شود.
جولیو کارلو ارگان هنرشناس معروف ایتالیایی دربارهٔ نقاشی‌های اویسی گفته‌است: «سبک نقاشی اویسی شعرگونه است و آن را در حد فاصل نقاشی و خط معلق نگه می‌دارد.» شهروز نظری در یادداشتی بر کتاب صوفی در سال ۱۳۸۵ دربارهٔ دستاورد نقاشانه اویسی می‌نویسد:

خلق نوعی از خط نگاری (اواخر دههٔ ۶۰ میلادی) یا استفاده از ترکیب مواد با پارچه، توری و ورقه‌های مطلا روی بوم و ایجاد ترفندهایی در جهت پنهان کردن نواقص ترکیب بندی، پیشنهادهایی است که او به نقاشی ایرانی توصیه کرد.

ناصر اویسی هم‌اکنون در ویرجینیا کار و زندگی می‌کند.

## نمایشگاه
- مجموعه آثار، گالری فلامل، پاریس ۱۳۹۱[۲]
- نقاشی و چاپ دستی، گالری هما، تهران ۱۳۸۷[۳]
- زیبارویان و اسب‌ها، گالری هما، تهران ۱۳۸۶[۴]
- چاپ‌های دستی، گالری سعد آباد، تهران[۵] ۱۳۸۴